# Pappus (plant)
Het pappus is de gereduceerde kelk bij de buis- en lintbloempjes van een lid van de composietenfamilie. Dit bestaat vaak uit een krans van haren of schubben. De haren zijn glad, borstelvormig, getand of geveerd, soms dubbel geveerd. Schubben kunnen losstaand zijn of vergroeid. Bij sommige planten ontbreekt het pappus.
Wanneer het zaad rijp is, is het pappus bij sommige soorten uitgegroeid tot vruchtpluis, dat een functie heeft bij de verspreiding van de vruchten (zaden).

Pappus
Vruchtpluis van de paardenbloem
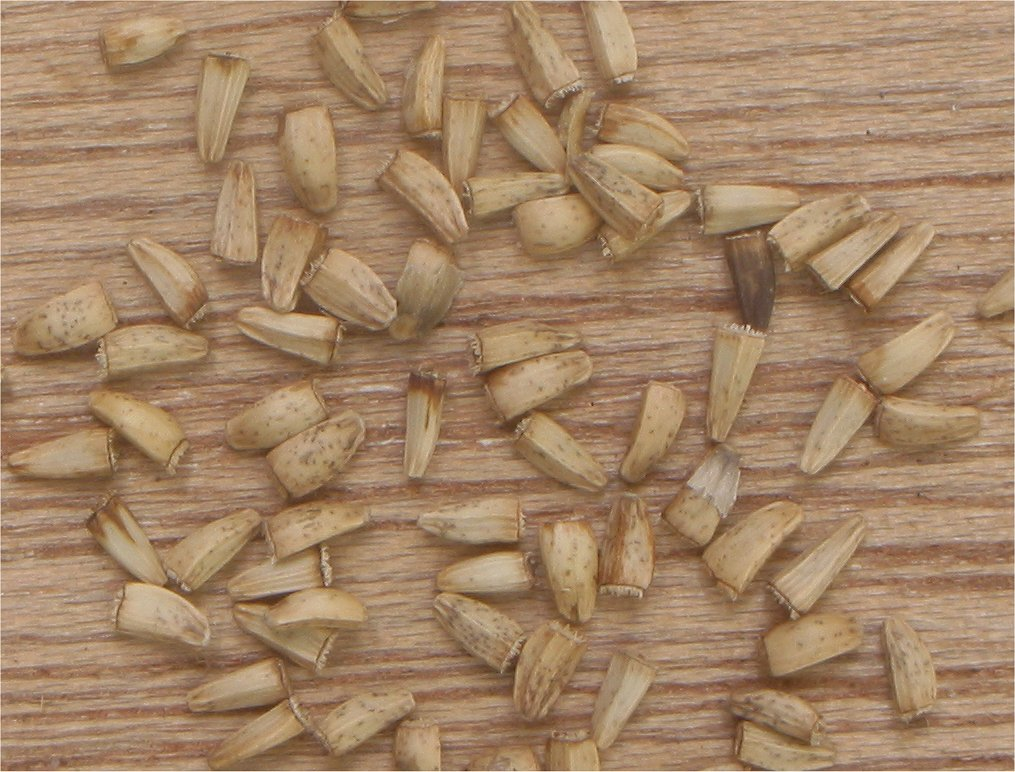
Pappus van schubben op vruchten van witlof
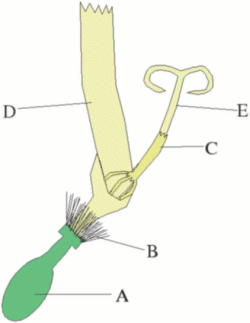
Schema van lintbloem A = vruchtbeginsel, B = pappus, C = helmhokjes, D = gereduceerde bloemkroon, E = stijl met stamper
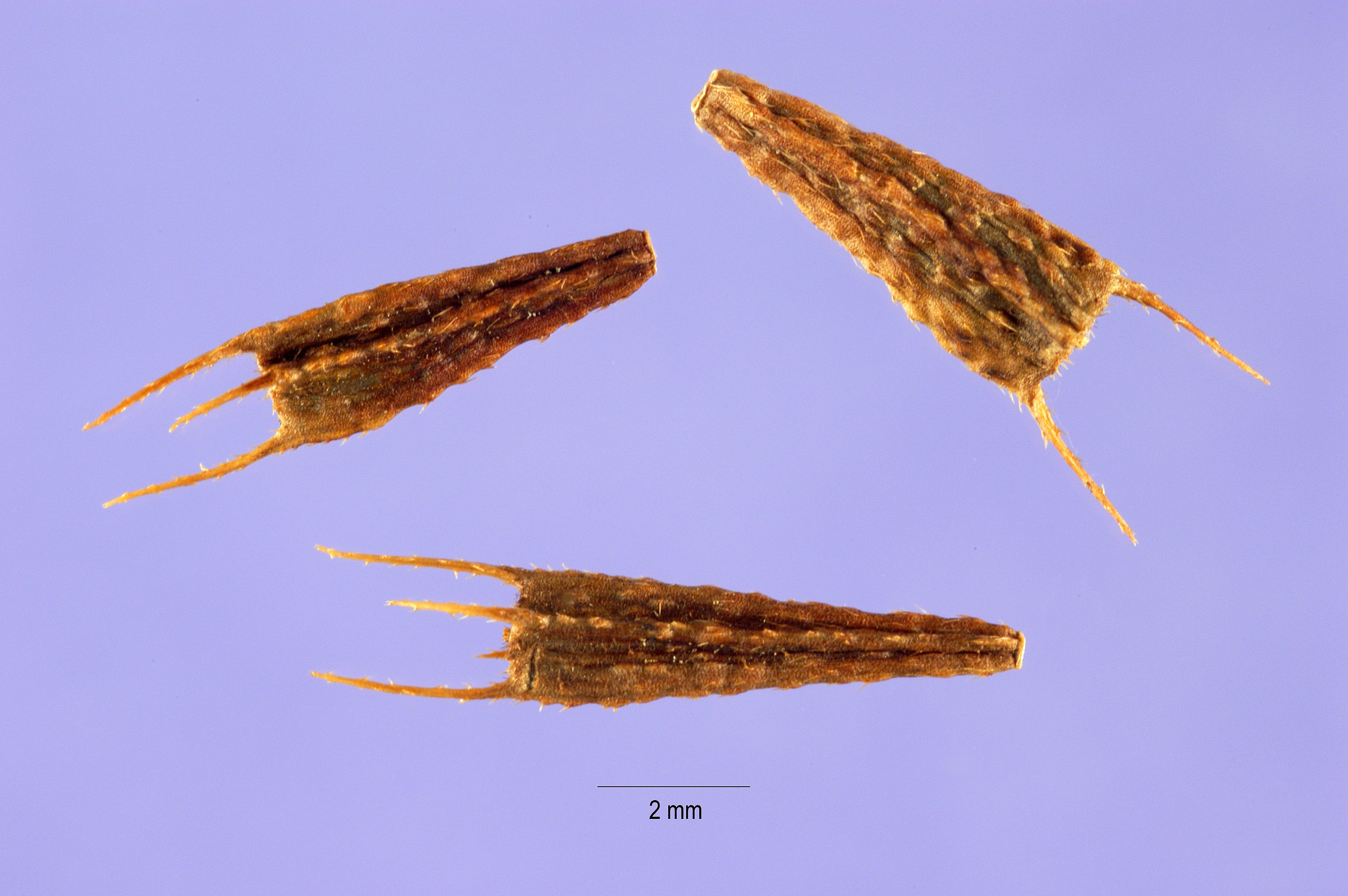
Pappusnaalden bij smal tandzaad

- Schema van lintbloem
A = vruchtbeginsel,
B = pappus,
C = helmhokjes,
D = gereduceerde bloemkroon,
E = stijl met stamper
- Pappusnaalden bij smal tandzaad